# クロウフォード郡 (オハイオ州)
クロウフォード郡（英: Crawford County）は、アメリカ合衆国オハイオ州の北部に位置する郡である。2010年国勢調査での人口は43,784人であり、2000年の46,966人から6.8%減少した。郡庁所在地はビューサイラス市（英: Bucyrus、[bjuːˈsaɪrəs]、人口12,362人）であり、同郡で人口最大の都市でもある。
郡名はアメリカ独立戦争時の軍人ウィリアム・クロウフォード大佐に因んで名付けられた。
クロウフォード郡はその全体で、ビューサイラス小都市圏を構成している。

## 地理
アメリカ合衆国国勢調査局に拠れば、郡域全面積は402.70平方マイル (1,043.0 km2)であり、このうち陸地401.79平方マイル (1,040.6 km2)、水域は0.91平方マイル (2.4 km2)で水域率は0.23%である。
郡内の主要河川はサンダスキー川とオエンタンギー川である。

### 隣接する郡
- セネカ郡 - 北
- ヒューロン郡 - 北東
- リッチランド郡 - 東
- モロー郡 - 南東
- マリオン郡 - 南西
- ワイアンドット郡 - 西

## 人口動態
以下は2000年国勢調査による人口統計データである。
| 基礎データ - 人口: 46,966人 - 世帯数: 18,957 世帯 - 家族数: 13,175 家族 - 人口密度: 45人/km2（117人/mi2） - 住居数: 20,178軒 - 住居密度: 19軒/km2（50軒/mi2） 人種別人口構成 - 白人: 97.99% - アフリカン・アメリカン: 0.59% - ネイティブ・アメリカン: 0.20% - アジア人: 0.31% - 太平洋諸島系: 0.02% - その他の人種: 0.24% - 混血: 0.65% - ヒスパニック・ラテン系: 0.77% 先祖による構成 - ドイツ系：40.4% - アメリカ人：21.4% - イギリス系：8.1% - アイルランド系：7.8% 年齢別人口構成 - 18歳未満: 24.9% - 18-24歳: 8.0% - 25-44歳: 27.6% - 45-64歳: 24.3% - 65歳以上: 15.2% - 年齢の中央値: 38歳 - 性比（女性100人あたり男性の人口） - 総人口: 93.4 - 18歳以上: 90.8 | 世帯と家族（対世帯数） - 18歳未満の子供がいる: 31.2% - 結婚・同居している夫婦: 55.1% - 未婚・離婚・死別女性が世帯主: 10.5% - 非家族世帯: 30.5% - 単身世帯: 26.3% - 65歳以上の老人1人暮らし: 11.5% - 平均構成人数 - 世帯: 2.45人 - 家族: 2.94人 収入と家計 - 収入の中央値 - 世帯: 36,227米ドル - 家族: 43,169米ドル - 性別 - 男性: 33,319米ドル - 女性: 21,346米ドル - 人口1人あたり収入: 17,466米ドル - 貧困線以下 - 対人口: 10.4% - 対家族数: 7.8% - 18歳未満: 13.7% - 65歳以上: 7.5% |

## 郡区

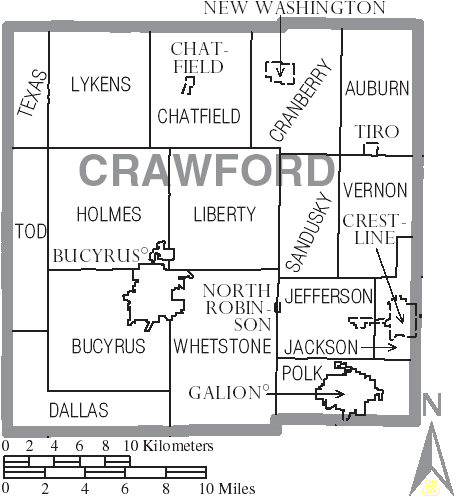
クロウフォード郡図

クロウフォード郡は下記16の郡区に分割されている。
| - オーバーン - ビューサイラス - チャットフィールド - クランベリー | - ダラス - ホームズ - ジャクソン - ジェファーソン | - リバティ - ライケンズ - ポーク - サンダスキー | - テキサス - トッド - バーノン - ウェットストーン |

### 都市
- ビューサイラス - 郡庁所在地
- ガリオン

### 村
| - チャットフィールド - ニューワシントン - クレストライン | - ノースロビンソン - タイロー |  |

### 未編入の町
| - オーバーンセンター - ベントン - ブランディワイン - ブロークンソード - デカルブ - ガードナー - ジャクソン - リーズビル - レマート - ライケンズ - メカニクスバーグ | - メキシコ - ミドルタウン - モネット - ニューウィンチェスター - オセオラ - プランクトン - リッジトン - スポア - サルファースプリングス - ウェインズバーグ - ウェストリバティ |